# Axel Wahlberg
Axel Fredrik Wahlberg, född 2 juni 1868 i Stockholm, död 1 november 1938, var en svensk bergsingenjör.
Wahlberg blev student 1887, utexaminerades från Kungliga Tekniska högskolan (KTH) 1890, från Bergshögskolan 1891, anställdes sistnämnda år som biträdande ingenjör, sedermera avdelningschef, vid Sandvikens järnverks hyttor och stålverk. Han studerade 1892 speciellt träkolsmasugnar i USA och 1896 materialprovningsteknik i Tyskland, Österrike och Schweiz. Åren 1896–1903 var han föreståndare för KTH:s materialprovningsanstalt samt under denna tid 1896–1900 t.f. professor vid högskolan och 1900–1903 lärare i metallernas egenskaper där. År 1903 blev han överingenjör vid Fagersta järnverk samt blev 1907 disponent och verkställande direktör för Fagersta Bruks AB och 1914 överingenjör vid Jernkontoret. Hans verksamhet vid Sveriges första mer fullständiga materialprovningsanstalt var banbrytande. Trots att i början inte fick något årligt understöd och var helt beroende av de inkomster, som utförda provningar kunde lämna, utvidgades anstalten snabbt under hans ledning och kunde bära sig själv ända tills under första världskrigets krisår, då detta blev omöjligt. Efter att anstalten blivit en fristående statsinstitution med egen styrelse, var Wahlberg ordförande i densamma och samtidigt anstaltens inspektör. 
Wahlberg hade en mängd officiella och enskilda uppdrag. Han var bland annat huvudredaktör och ansvarig utgivare av "Jernkontorets annaler" 1900–1903, kommissarie för svenska järn- och gruvutställningen vid världsutställningen i Paris 1900, ledamot av kommittén för högre tekniska undervisningen (1906–1908), av nämnden för bedömande av förslag till en ny teknisk högskola (1911), av kungliga kommittén för Kommerskollegiets omorganisation (1908–1914), ordförande i kommittén angående organisation av Statens provningsanstalt (1917), av kungliga malmkommissionen (från 1914), av Statens industrikommission (från 1914), av krigsmaterielkommissionen (från 1915) och ekonomiska beredskapskommission (1915–1917), chef för handelskommissionens malmexportbyrå (1918–1919); delegerad vid Sveriges förhandlingar med England angående handelspolitiska förhållanden under världskriget 1915, vid förhandlingarna om handelsutbyte mellan Sverige, Norge och Danmark 1917, sakkunnig åt delegerade vid Sveriges förhandlingar i Berlin angående handelspolitiska förhållanden 1918; delegerad för Jernkontoret vid förhandlingar i London angående svenska järn- och stålexporten samma år, ledamot i styrelsen för Kungliga Tekniska högskolan; ordförande i styrelsen för Sveriges teknisk-industriella skiljedomsinstitut, ledamot av styrelsen för Internationaler Verband für die Materialprüfung der Technik 1897–1905, ordförande i Svenska brukstjänstemannaföreningen 1909–1917 (hedersledamot 1917), ledamot av Ingenjörsvetenskapsakademien (1919). Dessutom var han ledamot av en mängd bruks- och andra bolagsstyrelser.
Wahlberg utgav ett 30-tal publikationer i "Jernkontorets annaler", "Teknisk tidskrift", "The Journal of the Iron and Steel Institute" och "Stahl und Eisen". Han var från 1895 gift med Helmi Haglund (1867–1935). De är begravda på Norra begravningsplatsen utanför Stockholm.